# Transrodnost
Transrodnost je pojava kod koje rodni identitet osobe nije u skladu sa spolno uvjetovanim tradicionalnim rodnim ulogama; često se koristi kao sveobuhvatni termin za različite načine iskazivanja rodnih identiteta koji su drukčiji od tradicionalno uvjetovanih uloga.
Američka psihološka asocijacija u Smjernicama za rad s LGBT osobama iznosi da bi praktičari trebali koristiti riječ "rod" na način da se taj pojam odnosi na "ponašanja, osjećaje koja određena kultura povezuje s biološkim spolom osobe. Ponašanje koje je kompatibilno s kulturalnim očekivanjem naziva se rodno-sukladnim; ponašanja koja se sagledavaju kao nekompatibilna s tim očekivanjima predstavljaju rodnu nesukladnost. Rodni identitet se odnosi na odnos prema sebi kao muškoj, ženskoj ili tranrodnoj osobi. Kada rodni identitet i biološki spol osobe nisu usklađeni, pojedinac se može identificirati kao transpolna osoba ili nekim drugim transrodnim identitetom."

## Rod
Rodne uloge i rodno izražavanje - tradicionalni pogled, no one se mijenjaju stoljećima, a pogotovo zadnjih desetljeća, i žene i muškarci se pomalo oslobađaju očekivanih rodnih uloga te proširuju njihovo razumijevanje.
Rodne uloge danas nisu simetrične, već su se žene izborile za širenje rodnog izražavanja, za razliku od muškaraca koji nisu uložili jednaki napor. Na primjer ulazak žena u sferu politike, poslovni sektor i neka druga tradicionalno muška područja. Analogno tome, upravo patrijarhalni poredak muške dominacije i moći koji većina muškaraca uživa glavni je uzrok nevelikog odstupanja muškaraca od očekivane rodne uloge, koja ionako predviđa povlašten status.
Rodne uloge i rodno izražavanje danas - u ne tako dalekoj prošlosti, bilo je nezamislivo da žene nose hlače ili se bave bilo kojom aktivnošću koja je prepisana muškoj rodnoj ulozi. Fiksno određenje rodnih uloga i kodeks nalagali su da muškarci nose hlače, a žene suknje, kršenje tih normi može se sagledati kroz kontekst transrodnosti - jer osobe koje prelaze granice konvencionalnih definicija "žene" i "muškarca" jesu transrodne. Dakle, žena koja je u prošlom stoljeću nosila hlače (ili muškarac koji danas nosi suknju) kršila taj kodeks rodnih uloga, ponašanja i izražavanja, bila je transrodna.
Razlika je od tradicionalne rodne slike i ove današnje u tome što je rodna granica i rodna podijeljenost manje kruta za žene, a sve to pokazuje da rodne uloge nisu fiksne. Sa samom transformacijom roda, mijenja se i koncept transrodnosti pa tako danas ne smatramo žene koje nose hlače transrodnima jer takvo rodno izražavanje danas ulazi u prihvatljive norme ženskog rodnog identiteta i ponašanja. Sva ponašanja, identiteti, izražavanja i prisvajanje rodnih uloga koje "prelaze", negiraju ili današnju sliku rodno prihvatljivog ponašanja i rodno prihvatljivih uloga mogu se smatrati transrodnima.
- Tjelesni integritet -  pravo osobe na vlastito nesmetano tjelesno postojanje
- Spolni identitet - podrazumijeva vlastitu spolnu samokoncepciju, ne neophodno ovisnu o spolu koji je pripisan rođenjem. Spolni identitet tiče se svakoga ljudskog bića i ne znači samo binarni koncept muškoga ili ženskoga. Spolni identiteti jesu: žena, muškarac, transseksualna osoba, interseksualna osoba, ali i identificiranje po spolu.
- Rodni identitet – podrazumijeva vlastitu rodnu samokoncepciju, ne neophodno ovisnu o spolu koji je pripisan rođenjem. Rodni identitet tiče se svakoga ljudskog bića i ne znači samo binarni koncept muškoga ili ženskoga. Rodni identiteti jesu: žensko, muško, transrodno, ali i ne identificiranje po rodu.
- Rodno izražavanje -  se može promatrati kao način na koji neko sebe izražava kroz vanjsku prezentaciju, izgled, kroz ponašanje, oblačenje, frizuru, glas, tjelesne karakteristike ili druge vanjske oznake. Sve osobe se na neki način rodno izražavaju. Androginost je način neutralnog rodnog izražavanja.
- Rodna slobode  - pravo svake osobe da izražava svoj rod na način koji izabere; kroz ženskost, androginost, muškost ili bilo koju drugu točku na spektrumu. Ovo uključuje pravo na rodnu neodređenost i rodnu kontradikciju. Jednako je važno da svaka osoba ima pravo da odredi, uvjetuje ili mijenja spol na način koji joj odgovara, bio muški, ženski ili bilo koji drugi na spektrumu. Ovo uključuje pravo na fizičku neodređenost i kontradikciju.
- Seksualne i rodne manjine - politički korektan naziv za osobe seksualnog identiteta (odnosno seksualne orijentacije), rodnog identiteta i rodnog izražavanja koje istupaju iz trenutno društveno prihvatljivih normi. Transrodost je "rodna manjina".

Krovni termin za sve ove identitete jest: LGBTIQ, ova skraćenica je složena od sljedećih riječi: Lezbijke,Gejevi, Biseksualne, Transrodne, Interseksualne i Queer osobe.

## Transvestit i transvestitkinja
Transvestit je osoba koja ima poriv da se oblači u odjeću "suprotnog" roda. Ovaj termin se uglavnom koristi za (heteroseksualne) muškarce i starijeg je izdanja.
U popularnoj kulturi homoseksualne osobe koje oblače odjeću "suprotnog" roda, najčešće u svrhu nastupa (političkog ili zabavnog), za razliku od prvih koji to radi zbog seksualnog uzbuđivanja, nazivaju se drag queens i drag kings.

## Transrodnost
Transrodnost uključuje najrazličitije oblike rodnog i spolnog izražavanja i identificiranja koji su redovno u neskladu sa zadanim, tradicionalnim i heteroseksualnim rodnim ulogama i identitetima. Iako gej i lezbijska zajednica trenutno pokazuje sve veće razumijevanje za pitanja transrodnosti od heteroseksualne većine, važno je napomenuti da su upravo nakon nastanka gej i lezbijskog pokreta 1969. transrodne osobe, koje su uostalom pokrenule, bile isključene zbog percepcije lezbijki i gejeva koji su pod utjecajem dominantnog polarnog poimanja roda i spola zaključili da transrodne osobe previše odstupaju od koncepta "normalnosti" kojem oni zapravo sami teže.[nedostaje izvor]
Transrodni pokret, zajedno s queerom i problematikom interseksualnosti najviše utječe na promišljanje o rodnoj i spolnoj binarnosti, odnosno njezinoj dekonstrukciji.

## Transseksualnost i transseksualna osoba
Transseksualna osoba je transrodna osoba koja ima jasnu želju i namjeru promijeniti svoj spol, kao i osoba koja je djelomično ili potpuno modificirala (uključuje fizičku i/ili hormonalnu terapiju i operacije) svoje tijelo i prezentaciju, izražavajući svoj spolni i rodni identitet i osjećaj sebe.
Spolna tranzicija je dugogodišnji i često neugodan proces. Kako bi transseksualna osoba dobila hormonalnu terapiju ili kako bi joj bio dozvoljen genitalni krurški zahvat mora prvo dobiti dijagnozu "poremećaja spolnog identiteta". Nakon toga psihijatrija često nalaže transseksualnim osobama neka godinu dana žive kao osobe "suprotnog spola" očekivajući da nose odjeću "suprotnog roda", neka modificiraju rodno izražavanje i slično; kako bi tek onda dobile dozvolu za kirugiju. Taj proces može biti veoma neugodan za transseksualnu osobu, a transrodne osobe smatraju takvo zahtijevanje izrazito diskriminatornim i nasilnim jer nitko ne bi trebao imati pravo propisivati rodno izražavanje. Ponovno uvođenje tradicionalne, stereotipne rodne podijele je ono što se u tom kontekstu najviše zamjera psihijatriji. Transseksualka koja je u procesu tranzicije kako bi dobila zeleno svijetlo na psihijatriji se često susreće s očekivanjima da nosi suknje, štikle, boji kosu, nosi šminku i slično, iako možda to ne odgovara njezinom rodnom izražavanju ili jednostavno ne želi se kao žena tako izražavati.
Često se još uz to mogu naći kratice M2F (transseksualka, osoba ženskog rodnog identiteta i izražavanja koja je rođena kao muškarac i u procesu je da postane žena) i F2M (transseksualac, osoba muškog rodnog identiteta i izražavanja, koja je rođena kao žena i u procesu je da postane muškarac). Obično se M2F i F2M transseksualne osobe ne identificiraju tako, već kao "muškarac" ili "žena", odnosno kao da je transseksualnost dio jednog njihovog životnog procesa.
Transseksualne osobe rjeđe se odluče i za genitalnu modifikaciju jer može često utjecati na seksualni užitak. Hormoni se uzimaju za stalno jer tijelo ne može samo proizvesti dovoljno hormona karakterističnih za "suprotni spol". Oni djeluju tako da dobivaju sekundarne spolne karakteristike, no ne mogu ih oduzeti. Tako dojke transseksualci moraju kirurški odstraniti, a transseksualke su u prednosti, te najviše moraju raditi na vježbanju glasa. Budući kako velik broj trans osoba započne hormonsku terapiju nakon puberteta, neke tjelesne karakteristike koje su razvili tijekom puberteta mogu ostati. No, hormoni donose značajne promjene, a čak i ako nisu zadovoljni nakon tranzicije, mogu otići na operacije kako bi promijenili svoje tijelo na bolje radi većeg podudaranja sa željenim karakteristikama. 
Trans muškarcima testosteron povećava rast dlaka, produbljuje glas te povećava klitoris. Trans ženama estrogen i protuandrogeni smanjuju rast dlaka, potiču razvoj grudi te preusmjerava raspodjelu masnog tkiva više u bokove. Iskustvo ovisi od osobe do osobe kod oboje. 
Operacije za trans osobe otvaraju niz mogućnosti, iako nisu potrebne te ovise o željama osobe. Kod trans žena se može odviti vaginoplastika, gdje se penis kirurški preoblikuje u vulvu i vaginu, pri čemu se mogu koristiti razne tehnike, a jedna od najčešćih je obrtanje kože penisa. Usprkos poznatim predrasudama, osoba se ne "kastrira" i ne dolazi do "uklanjanja" genitalija, već se one preoblikuju. Kod trans muškaraca moguće je stvaranje penisa postupkom poput faloplastike, no to je malo kompliciranije nego kod trans žena. Razvoj medicinske tehnologije stalno napreduje, no standardizirani pristupi se i dalje razvijaju te se i dalje donekle rijetko izvode.

## Transrodnost iinterseksualnost
Interseksualne osobe kreiraju svoj rodni identitet i izražavanje prema vlastitoj želji, osjećaju. Uglavnom interseksualne osobe prihvate jedan rodni identitet, no to nije pravilo. Neke interseksualne osobe se ne identificiraju po rodu (i/ili spolu), ili ga za života mijenjaju. Rodni identitet je dakako odvojen i ne mora pratiti rodno izražavanje.
One interseksuale osobe koje prihvate muški rodni identitet (i/ili rodno izražavanje) mogu se doživjeti transfobiju i osjetiti transrodnu problematiku ako se izvor transfobije genitalno fokusira ili se kod osobe zna da posjeduje (ili je posjedovala) interseksualne karakteristike, koje zbog "nejasnog" penisa nisu dovoljno "muške", te stoga se zapravo radi o "ženi" (odnosno transseksualcu).

## Ostali transrodni identiteti
Uz navedene (transseksualna osoba, drag queen/king, transvestit/kinja), neke transrodne identitete mogu se pronaći u članku o lezbijkama (Butch/femme) i queeru (camp i genderqueer).
- Boi - sleng izraz nastao nepravilo pisanje engleske riječi boy u on-line LGBTIQ zajednica, a kojeg najčešće koriste lezbijke za osobu kojoj je prilikom rođenja pripisan ženski spol, ali koja utjelovljuje i izražava identitet i karakteristike dječaka. Gej muškarci njme također opisuju mladolikog ili mlađeg pomalo feminiziranog gej muškarca.
- Chick with dicks/tranny/shemale/sheboy/onaon-o - pejorativni termin koji se koristi u kontekstu pornografije i seks industrije. Odnosi se na transseksualke koje imaju sekundarne karakteristike ženskog spola, ali nisu napravile genitalnu spolnu tranziciju. Većina transseksualki i transrodnih žena smatraju ovaj termin vrlo uvredljivim, dok ga neke prihvaćaju kao primarni.
- Gender bender - iako se ovaj termin ne može smatrati baš identitetom, on opisuje osobu koja prelazi ili "iskrivljuje (bend) granice očekivanih rodnih uloga i rodnog izražavanja i to bez zabrinutosti oko "uvrijedljivosti" te izvedbe. To uključuje primjerice femme lezbijku s neobrijanim pazusima i dlakavim nogama u rozoj minici, kao i našminkanog bradatog macho muškarca.
- Genderfuck -  sleng izraz unutar američke gej zajednice koji znači poigravanje i izazivanje s tradicionalnim rodnim ulogama, identitetima i izražavanjima, te posebice naglašavanje rodne neodređenosti, androginosti te rodne kontradikcije. Uključuje primjerice istovremeno isticanje sekundarnih spolnih karakteristika različitih spolova, miješanje stereotipnih aspekata rodnih uloga i sl...
- Packer (packing) - transseksalac (transmuškarac) koji upotrebljava penalnu protezu ili dildo u svrhu seksualnih aktivnosti ili u svrhu više "muškog" izgleda.
- Stone - je osoba izrazito muškog rodnog izražavanja. U seksu primjerice ne trpi da ju partner dodiruje u seksualnom kontekstu, niti na bilo koji feminizirajući način. Najčeće se upotrebljava kao "stone butch" lezbijka.
- Tomboy - je transrodni identitet koji je vrlo sličan boi, ali se odnosi isključivo na djevojku (nevezano o seksualnoj orijentaciji) čije se ponašanje poklapa sa stereotipnom rodnom ulogom dječaka. Taj identitet je veoma star i tradicionalan, a odgovara hrvatskom prijevodu "muškarača".

Svi ovi identiteti transrodnih osoba, kao i različiti načini opisivanja, poput trans-gej, trans-lezbijka, transseksualac, transseksualka, transrodna osoba, trans-queer, trans-strejt...itd jesu i seksualni identiteti transrodnih osoba.
- Seksualni identitet proizlazi iz seksualnosti. Podrazumijeva vlastitu kreaciju, opisivanje ili prihvaćanje raznih identiteta koji su dio kao takvi važan segment cjelokupnog psihološkog i društvenog života čovjeka. Njihov temelj je seksualna orijentacija, odnosno seksualnost osobe. Lezbijka, gej biseksualac, biseksualka, transrodna osoba, transseksualac, transseksualka, interseksualna osoba, interseksualac, interseksualka, queer, gender queer, boi, strejt, str8, hetero, heteroseksualac, heteroseksualka,...sve su samo neki od mogućih seksualnih identitetâ. U kriranju ili prihvaćanju seksualnih identiteta osoba se poziva na pravo na samodefiniranje - pravo osobe da sama definira svoj identitet (svoje identitete) i sebe kao osobu, te pravo na samoidentifikaciju - pravo osobe da sama identificira svoj identitet (svoje identitete), te da se ne identificira.

## Transfobijai protivljenje
Transfobija proističe iz neprihvaćanja i negiranja prava pojedine osobe na osobnu koncepciju rodnog i spolnog identiteta i izražavanja Ona je strah, mržnja, gađenje i diskriminirajući odnos prema osobama čije stvarno ili percipirano rodno izražavanje nije u skladu s društveno pripisanim spolom. Transfobija su i predrasude i diskriminirajući odnos prema osobama koje narušavaju i prekoračuju uske društvene spolne i rodne uloge, pravila i stereotipe.
Najpoznatiji slučaji transfobije jesu Brandon Teena (ujedno i osoba s interseksualnim karakteristikama, o kojem je napravljen i film, Boys Don't Cry, te ubojstvo portugalske transseksualke Gisberta krajem zime 2006.
Termini tipa "promjena spola", "pred-operativno", "post-operativno" su uvredljivi za transseksualne osobe koje su odlučile uskladiti svoj biološki spol s rodnim identitetom. Pravilan način nazivanja procesa kroz koji prolaze trans osobe je tranzicija.
Transseksualna osoba se gdjegdje piše i s dva slova "s" (transseksualna osoba), no tako pisano se ne odnosi na spolni i rodni identitet osobe, već proizlazi iz psihijatrijske dijagnoze poremećaja spolnog identiteta. transseksualne osobe stoga često smatraju da je takvo pisanje diskriminatorno.
Protivljenja su u vrijeme nastanka koncepta transrodnosti 1990.-ih godina[nedostaje izvor] mahom bila na prostačkoj razini, ali su s vremenom artikulirana, kako se u društvenu polemiku uključuje sve veći broj  intelektualaca i vjerskih zajednica. Iako su trans osobe općenito najotvorenije i najprihvaćenije u zapadnim i sjevernoeuropskim zemljama, prisutnost postoji diljem svijeta. Razna domorodačka plemena diljem svijeta imaju pojam trećeg roda već stoljećima, ako ne i tisućljećima, što pokazuje kako transrodnost nije nov pojam.

## Vanjske poveznice
- Arina Balenović: T iz LGBTIQ  Arhivirana inačica izvorne stranice od 26. srpnja 2007. (Wayback Machine)
- Arina Balenović: transseksualnost  Arhivirana inačica izvorne stranice od 28. rujna 2007. (Wayback Machine)
- Transrodno  Arhivirana inačica izvorne stranice od 12. ožujka 2007. (Wayback Machine)
- transseksualnost istina i mit  Arhivirana inačica izvorne stranice od 22. siječnja 2007. (Wayback Machine)
- Hermafroditi u umetnosti  Arhivirana inačica izvorne stranice od 10. veljače 2007. (Wayback Machine)
- Transvestiti na filmu  Arhivirana inačica izvorne stranice od 10. veljače 2007. (Wayback Machine)
- Harris Glenn Milstead - Divine  Arhivirana inačica izvorne stranice od 21. siječnja 2007. (Wayback Machine)
- Muškost kao promenljivi rod  Arhivirana inačica izvorne stranice od 21. siječnja 2007. (Wayback Machine)
- Virdžina - žene koje nema  Arhivirana inačica izvorne stranice od 21. siječnja 2007. (Wayback Machine)